# Sébastien Bassong
Sébastien Bassong (født 9. juli 1986 i Paris, Frankrig) er en fransk/camerounsk fodboldspiller, der spiller som forsvarer. Han har gennem karrieren repræsenteret blandt andet FC Metz, Newcastle, Tottenham og Norwich.

## Klubkarriere
Bassong startede sin seniorkarriere i 2005 i FC Metz, som han også spillede for i sine ungdomsår. I tre sæsoner optrådte han i klubbens forsvar, og nåede at spille 78 kampe for holdet. Hans solide præstationer tiltrak opmærksomhed fra den engelske Premier League-klub Newcastle United, som den 30. juli 2008 skrev kontrakt med franskmanden.
Bassong fik sin debut for Newcastle-klubben den 26. august 2008 i en Carling Cup-kamp mod Coventry City.

### Tottenham Hotspur
Den 6. august 2009 skiftede Bassong til Tottenham Hotspur efter at Newcastle accepterede et bud på omkring 8 million pund (70 mio danske kr.)

## Landshold
Bassong, der er både fransk og camerounsk statsborger, står (pr. juni 2010) noteret for 15 kampe for Camerouns landshold. Han repræsenterede sit land ved VM i 2010 i Sydafrika.